# Robert Vuijsje

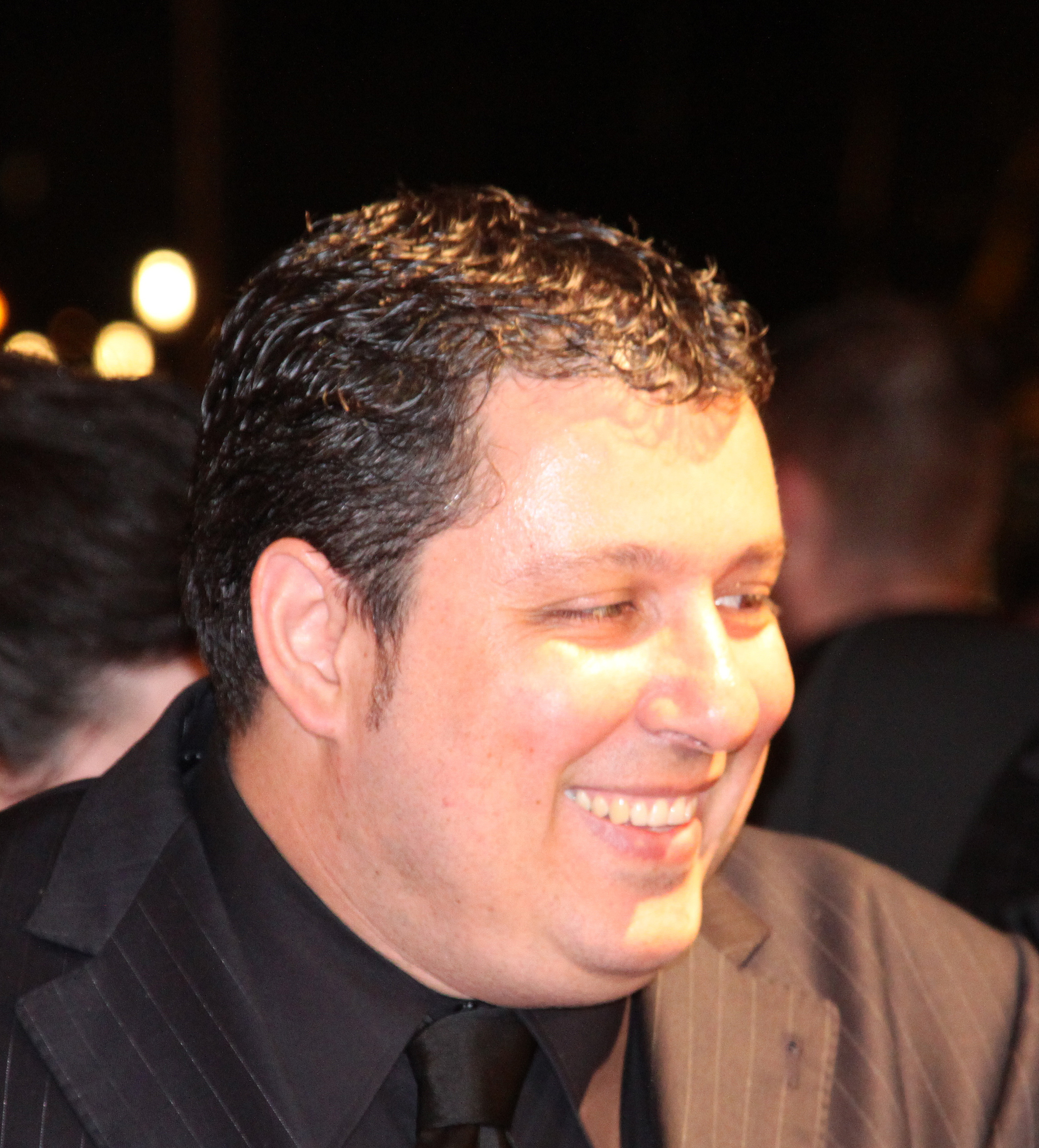
Robert Vuijsje, 2010

Robert Vuijsje (* 12. Oktober 1970 in Amsterdam, Königreich der Niederlande) ist ein niederländischer Journalist und Autor.

## Leben
Vuijsje besuchte in Amsterdam das Barlaeus Gymnasium und studierte an der Universität von Amsterdam Soziologie und Amerikanistik. Ein Jahr lang studierte er an der University of Memphis in Memphis, Tennessee, USA. Von 1997 bis 2007 arbeitete er für die niederländische Wochenzeitschrift Nieuwe Revu. 2005 wurde er für eine Reportage mit Sigi Lens, einem Spielermakler für den niederländischen Hard-Gras-Preis für den besten Sportbericht nominiert. Ab 2007 schrieb er für die Samstagsausgabe der Tageszeitung De Pers, für die er unter anderem den Surinamer Politiker Desi Bouterse interviewte. Er veröffentlichte im Jahr darauf seinen ersten Roman Alleen maar nette mensen (Lauter ordentliche Leute).

## Kontroverse
Im Oktober 2012 kam der vom niederländischen Regisseur Lodewijk Crijns gedrehte Film Alleen maar nette mensen in die niederländischen Kinos. Nachdem das Buch bereits beim Erscheinen von Feministen und Anti-Rassismus-Gruppen wegen der im Buch gemachten Äußerungen als Herabsetzung des eingewanderten Prekariats kritisiert worden war, wurden 2012 Morddrohungen gegen den Autor ausgesprochen, ein Interview mit einem Amsterdamer Lokalradio wurde abgesagt.

## Preise und Auszeichnungen
- 2009: Nominierung zum Libris Literatuur Prijs für Alleen maar nette mensen
- 2009: De Gouden Uil literatuurpreis (Goldene Eule), Belgien, für dasselbe Buch
- 2010: De Inktaap (Der Tintenaffe) für dasselbe Buch

## Veröffentlichungen
- 2003: King Klashorst, Biografie, Vasellucci, Amsterdam, ISBN 90-5000-428-8.
- 2008: Alleen maar nette mensen, Nijgh  Van Ditmar, Amsterdam.
- 2010: Rotterdam Zomercarnaval.
- 2011: In het wild.
- 2012: Beste vriend.